# Pływanie na Letnich Igrzyskach Olimpijskich 1920 – 4 × 100 m stylem dowolnym kobiet
Sztafeta pływacka 4 × 100 m stylem dowolnym kobiet była jedną z konkurencji pływackich rozgrywanych podczas VII Igrzysk Olimpijskich w Antwerpii. Był to drugi raz, gdy ta konkurencja była przeprowadzona podczas igrzysk olimpijskich.
W konkurencji wzięły trzy ekipy, każda złożona z czterech zawodniczek. Rozegrano jeden wyścig, który miał miejsce 29 sierpnia.
Rekord świata i rekord olimpijski ustanowiony został czasem 5:52,8 przez sztafetę Brytyjek na igrzyskach w Sztokholmie. Amerykanki, pod wodzą rekordzistki świata i złotej medalistki z wyścigów na 100 i 300 metrów Etheldy Bleibtrey, były głównymi kandydatkami do złota. Zdeklasowały rywalki wygrywając o 29 sekund i ustanawiając nowy rekord świata czasem 5:11,6. 

## Rekordy
Tak przedstawiały się rekordy na tym dystansie przed igrzyskami w Antwerpii:
| Rekord świata     | 5:52,8 | Isabella Moore Jennie Fletcher Annie Speirs Irene Steer | Sztokholm (SWE) | 15 lipca 1912 |
| Rekord olimpijski | 5:52,8 | Isabella Moore Jennie Fletcher Annie Speirs Irene Steer | Sztokholm (SWE) | 15 lipca 1912 |

## Wyniki
| Miejsce | Zawodniczki                                                                              | Czas   |
| ------- | ---------------------------------------------------------------------------------------- | ------ |
| 1       | Stany Zjednoczone (Margaret Woodbridge, Frances Schroth, Irene Guest, Ethelda Bleibtrey) | 5:11,6 |
| 2       | Wielka Brytania (Hilda James, Constance Jeans, Charlotte Radcliffe, Grace McKenzie)      | 5:40,8 |
| 3       | Szwecja (Aina Berg, Emy Machnow, Carin Nilsson, Jane Gylling)                            | 5:43,6 |